# Aldo Canti
Aldo Canti (ur. 9 marca 1961 w Montmorency) – francuski, a następnie sanmaryński lekkoatleta, sprinter, medalista uniwersjad i igrzysk śródziemnomorskich, dwukrotny olimpijczyk.

## Kariera sportowa
Jako reprezentant Francji zajął 7. miejsce w biegu na 200 metrów i 6. miejsce w sztafecie 4 × 100 metrów na mistrzostwach Europy juniorów w 1979 w Bydgoszczy.
Zdobył brązowy medal w sztafecie 4 × 100 metrów (w składzie: Philippe Lejoncour, Stéphane Adam, Gabriel Brothier i Canti) oraz odpadł w półfinale biegu na 200 metrów na uniwersjadzie w 1981 w Bukareszcie. Zajął 7. miejsce w sztafecie 4 × 400 metrów na mistrzostwach Europy w 1982 w Atenach. Na  halowych mistrzostwach Europy w 1983 w Budapeszcie odpadł w półfinale biegu na 200 metrów.
Zdobył brązowy medal w sztafecie 4 × 400 metrów (w składzie: Canti, Hector Llatser, Pascal Chichignoud i Yann Quentrec) oraz zajął 7. miejsce w biegu na 400 metrów na uniwersjadzie w 1983 w Edmonton. Odpadł w eliminacjach biegu na 400 metrów i półfinale sztafety 4 × 400 metrów na mistrzostwach świata w 1983 w Helsinkach. Zwyciężył w biegu na 400 metrów i w sztafecie 4 × 400 metrów (która biegła w składzie: Jean-Jacques Février, Llatser, Canti i Jean-Jacques Boussemart) na igrzyskach śródziemnomorskich w 1983 w Casablance. Na igrzyskach olimpijskich w 1984 w Los Angeles Canti odpadł w półfinale biegu na 400 metrów i w eliminacjach sztafety 4 × 400 metrów. Startując w reprezentacji Europy zajął 7. miejsce w biegu na 400 metrów w zawodach pucharu świata w 1985 w Canberze.
Zajął 7. miejsce w biegu na 400 metrów i 8. miejsce w sztafecie 4 × 400 metrów na mistrzostwach Europy w 1986 w Stuttgarcie. Odpadł w półfinale biegu na 400 metrów na halowych mistrzostwach Europy w 1987 w Liévin. Na mistrzostwach świata w 1987 w Rzymie odpadł w półfinale sztafety 4 × 400 metrów, a na halowych mistrzostwach Europy w 1989 w Hadze w eliminacjach biegu na 400 metrów.
Był mistrzem Francji w biegu na 400 metrów w 1985, wicemistrzem w biegu na 400 metrów w 1983 i w biegu na 200 metrów w 1984 oraz brązowym medalistą w biegu na 200 metrów w 1981  i1982 i w biegu na 400 metrów w 1986. W hali był mistrzem Francji w biegu na 200 metrów w 1983 i w biegu na 400 metrów w 1989 oraz wicemistrzem w biegu na 200 metrów w 1984 i 1986 i w biegu na 400 metrów w 1989. 
Trzykrotnie poprawiał rekord Francji w biegu na 400 metrów, doprowadzając go do wyniku 45,09 s, uzyskanego 22 sierpnia 1984 w Zurychu. Był również trzykrotnym halowym rekordzistą Francji w biegu na 200 metrów do wyniku 21,50 s (6 marca 1983 w Budapeszcie).
Od 1991 reprezentował San Marino. Wystąpił na halowych mistrzostwach Europy w 1992 w Genui, gdzie odpadł w eliminacjach biegu na 200 metrów oraz na igrzyskach olimpijskich w 1992 w Barcelonie, gdzie odpadł w eliminacjach biegu na 200 metrów i sztafety 4 × 100 metrów.
Rekordy życiowe Cantiego:
- bieg na 100 metrów – 10,42 s (25 lipca 1987, Montgeron)
- bieg na 200 metrów – 20,69 s (1 lipca 1984, Villeneuve-d’Ascq)
- bieg na 400 metrów – 45,09 s (22 sierpnia 1984, Zurych)